# Friendly Fire (Charity-Livestream)
Friendly Fire (englisch für „Eigenbeschuss“) ist eine Spendenaktion, die seit 2015 jährlich Anfang Dezember als Livestream auf Twitch stattfindet. Sie wird von einer Gruppe deutscher YouTuber und Streamer durchgeführt. Durch Direktspenden, Auktionen, Merchandiseverkauf und Sponsorengelder konnten so bis Dezember 2023 insgesamt rund 10 Millionen Euro gesammelt werden.

## Event
Im Rahmen des Livestreams werden von den Teilnehmern überwiegend Video- und Partyspiele gespielt, aber auch Gesichter geschminkt, Haare gefärbt und geschnitten oder andere lustige, für den Betroffenen mitunter eher unangenehme, Aktionen durchgeführt.
Die Livestreams beginnen meist am ersten Samstag des Dezembers um 15 Uhr und erstrecken sich über 12 Stunden, sodass sie in der Nacht zum Sonntag um 3 Uhr enden.
Während des gesamten Livestreams können die Zuschauer über die Online-Plattform Betterplace Geldspenden tätigen. Parallel dazu können zahlreiche Merchandising-Artikel erworben werden. Die Gewinne aus dem Verkauf fließen auch in die Spendensumme mit ein. In einigen Jahren wurden zudem in eBay-Auktionen diverse – materiell oder ideell – wertvolle Gegenstände versteigert. Dazu kommen Geldspenden der Sponsoren, von denen sich viele gleichzeitig auch an der Umsetzung des Livestreams beteiligen oder sie bezuschussen und / oder Gegenstände für die Auktionen zur Verfügung stellen.

## Ausgaben

### Übersicht
| Veranstaltung       | Datum             | Studio                     | Ausstrahlung                   | max. Zuschauer (gleichzeitig)                              | ⌀ Zuschauer                           | Spendensumme   |
| ------------------- | ----------------- | -------------------------- | ------------------------------ | ---------------------------------------------------------- | ------------------------------------- | -------------- |
| Friendly Fire 1     | 12. Dezember 2015 | TaKeTV Gaming Bar, Krefeld | Twitch-Kanal von Gronkh        | ~ 57.000 Zuschauer                                         | ~ 46.400 Zuschauer                    | ~ 125.000 €    |
| Friendly Fire 2     | 3. Dezember 2016  | TaKeTV Gaming Bar, Krefeld | Twitch-Kanal von PietSmiet     | ~ 92.000 Zuschauer                                         | ~ 73.000 Zuschauer                    | ~ 310.000 €    |
| Friendly Fire 3     | 2. Dezember 2017  | Unitymedia MediaLoft, Köln | Twitch-Kanal von Gronkh        | ~ 84.000 Zuschauer                                         | ~ 71.000 Zuschauer                    | 640.000,00 €   |
| Friendly Fire 4     | 8. Dezember 2018  | Unitymedia MediaLoft, Köln | Twitch-Kanal von PietSmiet     | ~ 98.000 Zuschauer                                         | ~ 75.000 Zuschauer                    | 887.491,81 €   |
| Friendly Fire 5     | 7. Dezember 2019  | Esport Factory, Osnabrück  | Twitch-Kanal von Gronkh        | ~ 101.000 Zuschauer                                        | ~ 87.000 Zuschauer                    | 1.190.366,00 € |
| Friendly Distancing | 14. April 2020    | Digital                    | Twitch-Kanäle aller Teilnehmer | ~ 43.000 Zuschauer (Gronkh) ~ 19.000 Zuschauer (PietSmiet) | ~ 30.000 Zuschauer ~ 15.000 Zuschauer | 147.859,00 €   |
| Friendly Fire 6     | 5. Dezember 2020  | Esport Factory, Osnabrück  | Twitch-Kanal von PietSmiet     | ~ 126.000 Zuschauer                                        | ~ 100.000 Zuschauer                   | 1.654.548,00 € |
| Friendly Fire 7     | 4. Dezember 2021  | Esport Factory, Osnabrück  | Twitch-Kanal von Gronkh        | ~ 116.000 Zuschauer                                        | ~ 97.000 Zuschauer                    | 1.984.432,00 € |
| Friendly Fire 8     | 3. Dezember 2022  | Esport Factory, Osnabrück  | Twitch-Kanal von PietSmiet     | ~ 86.000 Zuschauer                                         | ~ 76.000 Zuschauer                    | 1.783.208,00 € |
| Friendly Fire 9     | 2. Dezember 2023  | Esport Factory, Osnabrück  | Twitch-Kanal von Gronkh        | ~ 85.000 Zuschauer                                         | ~ 68.000 Zuschauer                    | 1.428.733,00 € |
| Friendly Fire 10    | 7. Dezember 2024  | R42, Leipzig               | Twitch-Kanal von PietSmiet     | ~ 79.000 Zuschauer                                         | ~ 62.000 Zuschauer                    | 2.067.000 €    |

### Friendly Fire 1
Die erste Ausgabe von Friendly Fire fand am 12. Dezember 2015 ab 15 Uhr statt und wurde in der TaKeTV Gaming Bar in Krefeld produziert. Der Stream wurde am 6. Dezember 2015 in einem Videotrailer angekündigt. An dem Stream nahmen die YouTuber FisHC0p, Gronkh, MrMoregame, Pandorya, PhunkRoyal und die fünf Mitglieder von PietSmiet teil. Der Heider moderierte die Veranstaltung. Organisator der Veranstaltung war der damalige PietSmiet-Chefredakteur Mikkel Robrahn.
Der Stream dauerte 12 Stunden. Es wurden rund 125.000 Euro zugunsten von Gaming Aid e. V. gesammelt. 57.000 Zuschauer hatten zur Höchstzeit eingeschaltet.

### Friendly Fire 2
Friendly Fire 2 wurde am 6. November 2016 in einem Trailer angekündigt und fand am 3. Dezember 2016 erneut in der TaKeTV Gaming Bar statt. Auch die Besetzung blieb gegenüber dem Vorjahr unverändert. Der zwölfstündige Stream hatte zeitweise 92.000 Zuschauer und wurde auch von Spiegel Online live übernommen. Er war damit der reichweitenstärkste Twitch-Stream des Jahres. Im Rahmen dieser Veranstaltung brachten Zuschauer und Sponsoren wie Unitymedia über 310.000 Euro zugunsten der Spendenempfänger auf. Während des Streams waren die Space Frogs zu Besuch, die gemeinsam mit anderen YouTubern jährlich den Spenden-Livestream Loot für die Welt durchführen.
Spendenempfänger
- Tafel Deutschland e. V.
- Vier Pfoten e. V.
- Tierheim Herzsprung

### Friendly Fire 3
Friendly Fire 3 wurde am 17. Oktober 2017 angekündigt. Am 2. Dezember 2017 fand das Event im Unitymedia MediaLoft in Köln zum dritten Mal statt. Bereits am Ende der Veranstaltung belief sich die vorläufige Spendensumme auf 476.780 Euro. Die abschließende Spendensumme betrug 640.000 Euro. Die Komikerin Hella von Sinnen besuchte den Stream.
Unterstützer
- Microsoft Xbox (Hauptsponsor)
- Betterplace.org (Spendenabwicklung)
- Yvolve (Merchandise-Vertrieb)
- Unitymedia (Studio)
- Spiegel Online (Medienpartner)
- Lioncast
- THQ Nordic
- GOG.com
- HandyGames
- MSM. digital Communications GmbH

Spendenempfänger
- Verein zur Unterstützung und Förderung neurologisch kranker Kinder „Silberstreifen“
- Vogelgnadenhof und Altenheim für Tiere e. V.
- Verein Mukoviszidose
- Ein letzter Wunsch

### Friendly Fire 4
Friendly Fire 4 wurde am 6. Dezember 2018 angekündigt und fand bereits zwei Tage später statt. Es wurden knapp 887.491,81 Euro gesammelt, davon knapp 620.000 Euro durch Zuschauerspenden. Jeder der sechs Empfängervereine erhielt so circa 146.000 Euro. Zudem gingen 11.071 Euro aus Auktionen an den Verein der Sozialhelden. Der zwölfstündige Stream hatte zeitweise über 100.000 Zuschauer auf Twitch.
Unterstützer
- Microsoft Xbox (Hauptsponsor)
- Betterplace.org (Spendenabwicklung)
- Yvolve (Merchandise-Vertrieb)
- Unitymedia (Studio)
- THQ Nordic
- Evonik
- Bethesda
- Pizza.de
- Fritz Kola
- Loots

Spendenempfänger
- Deutsche Depressionshilfe
- Deutsche Krebshilfe
- Exit-Deutschland
- Schule ohne Rassismus – Schule mit Courage
- Tierpark Weeze
- Tiernotruf.de
- Verein der Sozialhelden

### Friendly Fire 5
Friendly Fire 5 fand am 7. Dezember 2019 statt. Am 7. Oktober 2019 wurde auf den YouTube-Kanälen von Gronkh und PietSmiet der Trailer zu Friendly Fire 5 veröffentlicht. Zeitgleich wurde der Vorverkauf des Merchandise zum Event gestartet, welches über Yvolve.de vertrieben wurde. Des Weiteren wurde bekannt, dass CD Projekt RED und Bandai Namco mit Cyberpunk 2077 dieses Jahr als Kooperationspartner fungieren. Das Merchandise war an Cyberpunk 2077 angelehnt. Allein während des zwölfstündigen Livestreams wurden von den Zuschauern über 730.000 Euro gespendet, die ersten 100.000 Euro davon allein nach etwa 20 Minuten. Hinzu kamen Merchandise-Einnahmen in Höhe von mindestens 280.000 Euro sowie Versteigerungen und Sponsorenspenden. Dadurch erreichte die fünfte Ausgabe des Streams einen Gesamterlös von 1.190.366 Euro und durchbrach damit erstmals die Eine-Million-Euro-Marke. Der zwölfstündige Stream erreichte zeitweise über 100.000 Zuschauer auf Twitch, im Durchschnitt sahen etwa 87.000 Zuschauer den Stream.
Unterstützer
- CD Projekt Red (Hauptsponsor)
- Bandai Namco Deutschland (Hauptsponsor)
- Betterplace.org (Spendenabwicklung)
- Yvolve (Merchandise-Vertrieb)
- Microsoft
- Evonik
- THQ Nordic
- Beyerdynamic
- OMEN
- Backforce
- Endgame
- Leaseweb

Spendenempfänger
- Sozialhelden e. V.
- PrimaKlima e. V.
- Praxis ohne Grenzen – Segeberg e. V.
- HateAid
- Open Knowledge Foundation Deutschland
- Rett Deutschland e. V.
- Deutscher Tierschutzbund
- Pacific Garbage Screening

### Friendly Distancing
Unter dem Motto #FriendlyDistancing fand am 14. April 2020 ein außerplanmäßiger Charity-Stream statt. Die Mitglieder des Friendly-Fire-Teams streamten dabei auf ihren Twitch-Kanälen von ihrem jeweiligen Zuhause aus. Mit den erzielten Spendeneinnahmen sollen Vereine und Hilfsorganisationen unterstützt werden, die besonders stark von der COVID-19-Pandemie betroffen sind oder Betroffenen helfen, u. a. Aktion Deutschland Hilft, CADUS, Jugendnotmail, Berliner Stadtmission, Gängeviertel Hamburg und Die Arche.
Während des Streams wurden über 147.000 Euro durch Zuschauerspenden gesammelt.
Spendenempfänger
- Corona Nothilfe weltweit der Aktion Deutschland Hilft
- Volle Näpfe während der Coronakrise (Berliner Tiertafel)
- Corona Soforthilfe für Obdachlose / Wohnungslose (Leipzig)
- CADUS – Emergency Response
- Fahrräder für die Pandemievorsorge
- JugendNotmail – Online-Beratung für junge Menschen in seelischer Not
- Elternhaus für krebskranke Kinder (Essen)
- Corona-Nothilfe für Bedürftige (Berlin)
- Straßenspende für Obdachlose während Corona (Hamburg)
- Gängeviertel (Hamburg)
- Lebensmittelpakete für die Arche-Kinder und ihre Familien
- Leave No One Behind

### Friendly Fire 6
Ein am 9. Oktober 2020 veröffentlichter Trailer kündigte die sechste Ausgabe des Charity-Livestreams für den 5. Dezember 2020 an und gab Ubisoft mit dem Spiel Assassin’s Creed Valhalla als Hauptsponsor bekannt. Die Aufmachung des Streams und das Merchandise waren dementsprechend an das Spiel und das Thema Wikinger angelehnt. Mit 1.052.548 Euro wurde zum ersten Mal bei einer Friendy-Fire-Ausgabe die Eine-Million-Euro-Marke nur durch Direktspenden der Zuschauer geknackt. Dazu kamen mehr als 600.000 Euro durch Merchandise-Verkäufe und Zuwendungen der Sponsoren. Friendly Fire 6 brachte insgesamt 1.654.548 Euro ein, die gleichmäßig auf alle Empfängervereine aufgeteilt wurden. Außerdem gab es einen Zuschauerrekord von fast 126.000 Zuschauern.
Aus gesundheitlichen Gründen konnte Der Heider nicht an dem Livestream teilnehmen. Da Friendly Fire 6 während der COVID-19-Pandemie stattfand, waren besondere Schutz- und Hygienevorkehrungen notwendig. So musste unter anderem jede am Event beteiligte Person vorab mehrfach auf COVID-19 getestet werden.
Unterstützer
- Ubisoft (Hauptsponsor)
- Betterplace.org (Spendenabwicklung)
- Yvolve (Merchandise-Vertrieb)
- Esport Factory (Studio)
- Microsoft
- Republic of Gamers
- Twitch
- Backforce
- Fritz-Kola
- Mytholon

Spendenempfänger
- Tafel Deutschland e. V.
- Animal Welfare Foundation e. V.
- Seebrücke
- Verband der Beratungsstellen für Betroffene rechter, rassistischer und antisemitischer Gewalt
- Aktion Deutschland Hilft
- Frauen gegen Gewalt e. V.
- Allgemeinen Tierhilfsdienst e. V.
- Deutsche Diabetes-Stiftung

### Friendly Fire 7
Friendly Fire 7 fand am 4. Dezember 2021 statt, wie der Trailer vom 30. September 2021 auf den Youtube-Kanälen aller Beteiligten verriet. Die siebte Ausgabe des Charity-Livestreamevents steht ganz unter dem Motto der Spielwelt aus Far Cry 6, dem neuesten Ego-Shooter des erneuten Hauptsponsors Ubisoft. Erstmals wurde in dieser Ausgabe auch ein Teil des Geldes in einen Fonds überführt, sodass die Veranstalter auch spontan Hilfsgelder ausschütten können. Der Fonds soll von Betterplace.org verwaltet werden. PhunkRoyal konnte in diesem Jahr krankheitsbedingt nicht teilnehmen. Erneut konnte auch bei Friendly Fire 7 die Eine-Million-Euro-Grenze allein durch Direktspenden erreicht werden. Anders als im Vorjahr wurde dies jedoch nicht kurz vor Ende des zwölfstündigen Streams, sondern bereits nach etwa 8,5 Stunden geschafft. Durch Zuschauerspenden kamen dadurch über 1.270.000 Euro zusammen. Als geschätztes vorläufiges Endergebnis inklusive weiterer Einnahmen wie beispielsweise der Erlöse aus dem Merchandiseverkauf gab Produzent Mikkel Robrahn am Ende des Streams eine Summe von 1.860.000 Euro bekannt. Es schalteten bis zu 115.000 Zuschauer gleichzeitig ein und damit rund 10.000 weniger als im Vorjahr. Nach dem Event gab der Produzent Mikkel Robrahn auf LinkedIn bekannt, dass er im folgenden Jahr nicht mehr als Hauptverantwortlicher die Organisation von Friendly Fire übernehmen wird und das Projektmanagement an Lena Laaser abgibt. Insgesamt wurden bei der siebten Version des Charity Events 1.984.432 Euro gesammelt.
Unterstützer
- Ubisoft (Hauptsponsor)
- Betterplace.org (Spendenabwicklung)
- Yvolve (Merchandise-Vertrieb)
- Esport Factory (Studio)
- Xbox Gamepass
- ELEX 2
- Twitch
- NZXT
- Backforce
- AVM FRITZ!
- Asus Republic of Gamers
- ROB's
- Bus Simulator 21
- Bandai Namco Entertainment

Spendenempfänger
- rubicon e. V.
- Irrsinnig menschlich e. V.
- Alzheimer Forschung Initiative e. V.
- Helden e. V.
- Förderverein für krebskranke Kinder e. V. Köln
- Hanseatic Help e. V.
- Tierschutz Lübeck und Umgebung e. V.
- Friendly Fire Notfallfonds

### Friendly Fire 8
Am Ende von Friendly Fire 7 wurde der 3. Dezember 2022 als Termin für die nächste Ausgabe bekanntgegeben. Der Teaser dazu erschien am 17. Oktober 2022. Friendly Fire 8 stand im Zeichen der Weltraum-Szenerie des Bethesda-Spiels Starfield. Krankheitsbedingt konnte Der Heider abermals nicht an Friendly Fire 8 teilnehmen. Zudem war es die letzte von Robrahn produzierte Ausgabe. Auch bei Friendly Fire 8 wurde die Eine-Million-Euro-Grenze allein durch Direktspenden erreicht. Am Ende des Livestreams wurde die endgültige Spendensumme inklusive Sponsorengelder und Merchandise-Erlöse auf etwa 1,6 bis 1,7 Millionen Euro geschätzt. Dies wäre das erste Mal in der Geschichte von Friendly Fire, dass die Spendensumme des Vorjahres nicht übertroffen wurde. Letztendlich wurden bei der achten Ausgabe des Charity Events insgesamt 1.783.208 Euro gesammelt.
Unterstützer
- Bethesda (Hauptsponsor)
- Betterplace.org (Spendenabwicklung)
- Yvolve (Merchandise-Vertrieb)
- Esport Factory (Studio)
- Twitch
- Nerdstar
- PC Game Pass
- Dr. Oetker
- Backforce
- Bandai Namco
- Stepstone
- Fritz-Kola
- NZXT
- Daedalic Entertainment

Spendenempfänger
- Harburg-Huus
- Dravet-Syndrom e. V.
- Bundesverband Trans* e. V.
- Blau-Gelbes Kreuz Deutsch-Ukrainischer Verein e. V.
- Endometriose-Vereinigung Deutschland e. V.
- Lichtblick Seniorenhilfe e. V.
- Action medeor e. V.
- Friendly Fire Notfallfonds

### Friendly Fire 9
Friendly Fire 9 hat am 2. Dezember 2023 stattgefunden und war die erste Ausgabe mit Lena Laaser als alleinige Produzentin. Der Teaser dazu erschien am 11. Oktober 2023. Das Motto ist Rennsport, angelehnt an den Hauptsponsor Forza Motorsport von Microsoft.
Aus gesundheitlichen Gründen konnten PhunkRoyal und Pandorya am diesjährigen Event nicht teilnehmen. Auch Der Heider konnte aufgrund von Ausfällen im Schienenverkehr nicht vor Ort teilnehmen, wurde aber zeitweise hinzugeschaltet.
Insgesamt kam eine Spendensumme in Höhe von 1.428.733 € zusammen.
Unterstützer
- Microsoft (Hauptsponsor)
- Betterplace.org (Spendenabwicklung)
- Yvolve (Merchandise-Vertrieb)
- Esport Factory (Studio)
- Adept
- Bandai Namco Entertainment
- Dr. Oetker
- Fritz Kola
- KittyCatCakes

Spendenempfänger
- Hacker School gGmbH
- Blue Ribbon Deutschland
- Sentana Stiftung
- SOS Humanity e. V.
- Kinderhilfe – Hilfe für krebs- und schwerkranke Kinder e. V.
- Krisenchat
- Bahnhofsmission Deutschland
- Friendly Fire Notfallfonds

### Friendly Fire 10
Die zehnjährige Jubiläumsausgabe von Friendly Fire fand am Samstag, den 7. Dezember 2024, statt. Der Teaser erschien am 14. Oktober 2024. Der Stream stand unter dem Motto der historisch-asiatischen Spielwelt aus Assassin’s Creed Shadows. Aufgrund von Krankheit konnte Christian Stachelhaus nicht am Event teilnehmen, er wurde zu Beginn kurz per Video zugeschaltet. Während des Livestreams spendeten die Zuschauer rund 1,2 Millionen Euro. Die finale Spendensumme nach Zurechnung aller Sponsorengelder und Einnahmen durch Merchandise-Verkäufe beträgt 2.067.000 €.
Die elfte Ausgabe des Friendly Fire Events wurde für den 6. Dezember 2025 angekündigt.  
Unterstützer
- Ubisoft mit Assassin’s Creed Shadows (Hauptsponsor)
- Betterplace.org (Spendenabwicklung)
- Yvolve (Merchandise-Vertrieb)
- KittyCatCakes
- Xbox Game Pass
- Indiana Jones und der Große Kreis
- Dr. Oetker mit La Mia Grande
- Caggtus Leipzig
- Chromagun 2
- Ben & Jerry’s
- Shakes und Fidget
- Holzkern
- Calaidosphere
- R42
- NerdStar
- Bayer Gastronomie
- Currenta

Spendenempfänger
- Amadeu Antonio Stiftung
- Loki Schmidt Stiftung
- Goldeimer gGmbH
- NCL-Stiftung
- EnableMe (Stiftung MyHandicap)
- Tierfreunde Münster e. V.
- Silbernetz e. V.
- Friendly Fire Notfallfonds

## Friendly Fire Notfallfonds
Als Reaktion auf die Flutkatastrophe im Ahrtal wurde 2021 im Zuge von Friendly Fire 7 der Friendly Fire Notfallfonds geschaffen, um schnell und unbürokratisch auf humanitäre Katastrophen reagieren zu können. In ihn wurde ein Achtel der erreichten Spendensumme überführt, außerdem waren Direktspenden in den Fonds möglich. Auch in den nachfolgenden Ausgaben wurde ein Anteil der Spendensumme in den Fonds eingezahlt.

### Ausschüttungen
- 1. März 2022: 75.000 Euro für die Opfer des Russischen Überfalls auf die Ukraine 2022[57]
- 28. September 2022: 100.000 Euro an die Tafel Deutschland[58]
- 12. Februar 2023: 88.000 Euro für Nothilfeprojekte in der Türkei und Grenzgebieten[59]
- 18. September 2023: 100.000 Euro für Nothilfeprojekte in Libyen und Marokko[60]
- 14. Juni 2024: 23.000 Euro für die Hochwasserhilfe in Deutschland[61]
- 20. Juni 2024: 50.000 Euro für Flüchtlingsprojekte anlässlich des Weltflüchtlingstags[62]
- 28. Juni 2024: 50.000 Euro für humanitäre Hilfe im Südsudan, Ostafrika, Burkina Faso, Äthiopien und Jemen[63]
- 1. Juli 2025: 17.500 Euro für LGBTQIA+ Survival-Guide in Griechenland[64]
- 1. Juli 2025: 17.500 Euro für Ärzte ohne Grenzen e. V.[64]
- 1. Juli 2025: 17.500 Euro für German Doctors e. V. (Versorgung von AIDS-Patienten in Nairobi)[64]
- 1. Juli 2025: 17.500 Euro für Aktion gegen den Hunger[64]
- 1. Juli 2025: 8.000 Euro für Jugendnetzwerk Lambda Mitteldeutschland e. V.[64]
- 1. Juli 2025: 10.000 Euro für TIN-Rechtshilfe e. V.[64]

## Auszeichnungen
- 2017: Webvideopreis Deutschland in der Kategorie Social Campaign (gemeinsam mit Loot für die Welt und SaveSelous)[65]
- 2018: Deutscher Computerspielpreis: Sonderpreis[66]
- 2019: Deutscher Preis für Onlinekommunikation in der Kategorie Chemie & Pharma (gemeinsam mit Evonik Industries)[67]
- 2019: Deutscher Entwicklerpreis: Sonderpreis für Soziales Engagement[68]